# 西門里 (臺北市)
西門里是台北市萬華區西門次分區轄下的一個里。面積0.2148平方公里，下轄16鄰。2023年2月止共有人口3,446人。

## 邊界
西側為新起里，北側為萬壽里，東側為中正區，南側為菜園里。

## 公共設施
- 臺大醫院北護分院

## 古蹟
- 西門紅樓[3]